# Battaglia di Phase Line Bullet
La battaglia di Phase Line Bullet è stata combattuta tra la forza d'invasione americana e le truppe irachene il 26 febbraio 1991. L'esito fu relativamente favorevole agli iracheni e durante il caos degli scontri gli americani subirono gli effetti del fuoco amico.

## Unità

### Stati Uniti
- 3ª Divisione corazzata
- 2º Reggimento di cavalleria corazzato
- 7º Reggimento di cavalleria

### Guardia repubblicana
- 9ª Brigata meccanizzata della Divisione  Tawakalna

## Battaglia
Il 26 febbraio gli scontri tra le truppe americane e quelle irachene cominciarono molto presto impegnando subito il 2º Reggimento di cavalleria corazzata nel tentativo di distruggere due brigate corazzate nemiche. Alle 15:30 la 3ª Divisione corazzata americana cominciò ad avanzare incontrando le prime unità della Divisione corazzata  Tawakalna mentre il 2º Reggimento era ancora impegnato negli scontri. Gruppi di M3 Bradley del 7º Reggimento cavalleria vennero mandati in avanscoperta verso est seguiti dal resto delle truppe americane. Il forte vento che sollevò molta sabbia e il fumo dei pozzi petroliferi in fiamme costrinsero gli americani ad usare i visori termici per muoversi.
Alle ore 15:00 il gruppo di 14 Bradley in avanscoperta aveva ricevuto l'informazione dal QG della 3ª Divisione corazzata che non erano presenti truppe nemiche fino al confine con il Kuwait. Improvvisamente però diversi veicoli iracheni della 9ª Brigata comparvero di fronte ai carri americani. Subito gli iracheni aprirono il fuoco con armi leggere e diversi RPG e Sagger. Ben presto gli americani si accorsero che il fuoco subito proveniva probabilmente anche da alcuni carri armati e furono costretti a rispondere con fuoco di mitragliatrici, cannoni da 25mm e missili TOW. Gli scontri durarono per alcune ore finché i Bradley, a corto di munizioni e danneggiati dal fuoco nemico e amico, furono costretti a ritirarsi.
I carri M1 Abrams, posizionati nelle retrovie, coprirono la ritirata della fanteria (IFV) distruggendo un T-72 e diversi veicoli iracheni. Gli stessi Abrams colpirono tre carri Bradley uccidendo due soldati. Un altro Bradley fu colpito da una mitragliatrice pesante che distrusse il cambio. In seguito venne distrutto da un colpo frontale. Altri due Bradley vennero danneggiati dalle mitragliatrici pesanti ma riuscirono a salvarsi., Nel tentativo di recuperare delle vittime da uno dei carri, un altro Bradley venne danneggiato da schegge provenienti da un colpo esploso a pochi metri dal corazzato.
Le forze americane non riuscirono a sfondare le linee irachene verso nord fino al mattino seguente (27 febbraio), quando l'avanguardia del 7º Cavalleria trovò i resti dei mezzi nemici distrutti e abbandonati. Questa battaglia risultò essere una delle poche nelle quali gli iracheni riuscirono a tenere testa alle forze corazzate americane.